# Zingiber cornigerum
Zingiber cornigerum là một loài thực vật có hoa trong họ Gừng. Loài này được Thachat Jayakrishnan, Alfred Joe, Vadkkoot Sankaran Hareesh và Mamiyil Sabu miêu tả khoa học đầu tiên năm 2021.

## Mẫu định danh
Mẫu định danh: T. Jayakrishnan & Nikhil Krishna 150204; thu thập ngày 21 tháng 7 năm 2016, cao độ 152 m, gần Iduli, 26 km từ Roing đến Iduli, huyện Thung lũng Hạ Dibang, bang Arunachal Pradesh, Ấn Độ. Mẫu holotype lưu giữ tại Đại học Calicut ở Malappuram, Kerala (CALI), mẫu isotype lưu giữ tại Cục Khảo sát Thực vật Ấn Độ tại Howrah, Tây Bengal (CAL).

## Từ nguyên
Tính từ định danh cornigerum (giống đực: corniger, giống cái: cornigera) trong tiếng Latinh có nghĩa là 'sừng', dùng để chỉ phần đỉnh các lá bắc con hình sừng của loài này.

## Phân bố
Loài này là đặc hữu bang Arunachal Pradesh, đông bắc Ấn Độ. Z. cornigerum chỉ được biết đến ở Iduli, huyện Thung lũng Hạ Dibang, bang Arunachal Pradesh. Cây mọc ở rìa ruộng lúa và các suối nước nhỏ trên đất pha sét màu đen. Nó phát triển ở cao độ 100–200 m cùng với Musa velutina, M. itinerans, Alpinia nigra, Curcuma spp.

## Phân loại
Z. cornigerum được xếp trong tổ Cryptanthium.

## Mô tả
Cây thảo thân rễ hình củ lâu năm. Thân rễ thanh mảnh, không phân nhiều nhánh, bao phủ bởi nhiều sợi rễ mỏng dọc theo chiều dài, vỏ màu trắng kem, ruột chia thành ba vùng hình tròn, vùng trong cùng màu kem, vùng giữa màu vàng kem và vùng ngoài màu nâu sẫm, đường kính 1-1,5 cm; không củ. Chồi lá cao 0,9–1,7 m, lá 8–10 khi ra hoa; thân giả dài 30–60 cm, nhẵn nhụi hoặc thưa lông tơ; Bẹ ở gốc không phiến lá 3-4, màu xanh lục ánh tía, có lông tơ; lưỡi bẹ 2 thùy, dài 5–6 mm, màu xanh lục, nhẵn nhụi, đỉnh nhọn; cuống lá dài 1,0–1,2 cm, màu xanh lục, nhẵn nhụi, dạng gối; phiến lá hình elip-hình mác, 25–35 × 6,5–10,5 cm, đỉnh nhọn thon, đáy hình nêm, mép nguyên, mặt gần trục màu xanh lục sẫm, nhẵn nhụi, mặt xa trục màu tía, có lông tơ ở đáy và dọc theo gân giữa. Cụm hoa 2, là cành hoa bông thóc mọc từ thân rễ, cành hoa bông thóc hình trứng hẹp, dài 11–16 cm, mỗi lần nở 1 hoa; cuống cụm hoa 3–6 × 0,8–1 cm, màu trắng kem, các lá bắc bao bọc màu trắng kem với đỉnh ánh tía; lá bắc vô sinh hình trứng-hình mác, đỉnh nhọn, màu trắng kem với ánh tía, mặt trong nhẵn nhụi và mặt ngoài có lông tơ; lá bắc sinh sản 5–8, hình trứng rộng, 5–6 × 0,8–1 cm, đỉnh nhọn thon, màu trắng kem với ánh tía, đỡ 1 hoa; lá bắc con hình trứng-hình mác, 2,5–3 × 0,8–1,0 cm, đỉnh hình sừng hoặc chẻ đôi với 1 thùy nhọn dài và 1 thùy nhỏ, màu trắng kem, ánh tía ở đỉnh, mặt trong nhẵn nhụi và mặt ngoài có lông tơ. Hoa dài 8–10 cm; đài hoa hình ống chẻ một bên, ~1,4 × 0,7 cm, đỉnh chẻ đôi, màu trắng, nhẵn nhụi; ống tràng hoa màu trắng, dài 6–7 cm, nhẵn nhụi; thùy tràng lưng hình tam giác-hình mác, 2,5–2,7 × 0,6–0,7 cm, đỉnh nhọn, cong, màu trắng với các gân trong mờ, mặt trong nhẵn nhụi và mặt ngoài có lông tơ; các thùy tràng bên hình tam giác-hình mác, 2,2–2,4 × 0,4 cm, đỉnh nhọn, màu trắng với các gân trong mờ, hai mặt nhẵn nhụi, nhanh cong vào ngay sau khi hoa nở; cánh môi hình elip, 2–2,3 × 1,2–1,5 cm, đỉnh thuôn tròn, mép uốn ngược, màu trắng kem với các vết màu hồng ánh đỏ, nhẵn nhụi; nhị lép bên hình tam giác, 3–4 × ~3,2 mm, đỉnh hình mỏ, màu trắng, hợp sinh tới giữa cánh môi. Nhị 2,3–2,5 × 0,5–0,6 cm; chỉ nhị tiêu giảm tới dài ~1 mm, mô liên kết màu trắng nhẵn nhụi; mô vỏ bao phấn màu trắng kem, 1,6–1,8 × 0,3–0,4 cm; mào bao phấn màu trắng, dài 1–1,2 cm, bao quanh đầu nhụy, nhẵn nhụi. Vòi nhụy hình chỉ, màu trắng, nhẵn nhụi, đầu nhụy hình chén; lỗ nhỏ có lông rung. Bầu nhụy hình trụ, 8–9 × 4–5 mm, màu trắng kem, 3 ngăn, noãn đính trụ, có lông tơ; tuyến trên bầu 2, dài 8–9 mm, màu kem, thẳng. Không thấy quả. Hoa từ tháng 6 đến tháng 8, nở vào buổi sáng và se lại trong vòng 24 giờ.
Z. cornigerum tương tự như Z. bipinianum, nhưng khác ở chỗ có các lưỡi bẹ nhẵn nhụi (so với có lông nhung), mặt xa trục phiến lá màu tía (so với xanh lục), cụm hoa hình trứng hẹp màu trắng kem (so với hình elipxoit màu tía), lá bắc con có đỉnh hình sừng (so với nhọn), hoa dài 8–10 cm (so với 6–7 cm), cánh môi màu trắng kem với các vết màu hồng ánh đỏ (so với các vết màu tía) với đỉnh thuôn tròn (so với nhọn), các nhị lép bên đỉnh hình mỏ (so với nhọn), hợp sinh 1/3 với cánh môi (so với rời), tuyến trên bầu dài bằng bầu nhụy (so với nhỏ hơn bầu nhụy).